# Андреіна Мартінес
Андреіна Мартінес Фуньє-Росадо (22 вересня 1997 ) — домініканська модель і королева краси, яка перемогла на конкурсі « Міс Домініканська Республіка 2021» та представляла Домініканську Республіку на конкурсі «Міс Всесвіт 2022», посівши третє місце (друга віце-міс).

## Життєпис
Мартінес народилася 1997 року в Сантьяго-де-лос-Кабальєрос в Домініканській Республіці та виросла в Нью-Йорку, США. Вона відвідувала середню школу Bronx Bridges, де була капітаном шкільної команди з софтболу. Після закінчення середньої школи вона відвідувала Міський коледж Нью-Йорка, Університет Нью-Йорка, де здобула з відзнакою освітній ступінь бакалавра психології та з латиноамериканських досліджень.

## Модельна кар'єра

### Міс Домініканська Республіка 2021
Мартінес представляла Домініканську спільноту в Сполучених Штатах Америки на конкурсі «Міс Домініканська Республіка 2021» 7 листопада 2021 року в Salón de Eventos Sambil у Санто-Домінго, де корону переможниці їй вручила Кімберлі Хіменес.

### Міс Всесвіт 2021 та 2022
Спочатку Мартінес мала завершити участь у конкурсі « Міс Всесвіт-2021», але її замінила Деббі Афлало (яка посіла друге місце), після того, як Мартінес отримала позитивний результат на COVID-19 перед конкурсом. Пізніше вона була призначена Міс Домініканська Республіка 2022 з можливістю брати участь у конкурсі Міс Всесвіт 2022. У конкурсі 2022 року вона потрапила до топ-16, потім — топ-5 і топ-3. Пізніше вона стала другою віце-міс в останньому раунді змагань.